# Annemi Dahlblom
Britta Annemi Dahlblom, född 5 juli 1919 i Vörå, dödd 27 mars 1981 var en finländsk jurist.
Dahlblom, som var dotter till landskamrerare Kurt Egon Ramström och Fanny Hildén, blev student 1941, avlade högre rättsexamen 1954 och blev vicehäradshövding 1962. Hon var anställd vid bank och advokatbyrå 1941–1945, extra ordinarie kanslibiträde vid kommunikationsministeriet 1948–1949, föreståndare för Arbetarsparbanken i Helsingfors 1953–1957 och jurist vid Ålands aktiebank från 1957. Hon var notarie i Ålands domsaga 1959–1962. Hon var medlem av Ålands landsting från 1961 och av Mariehamns stadsfullmäktige från samma år. Hon ingick äktenskap första gången 1957 med direktör Tore Hans August Hansen (död 1959) och andra gången 1961 med sjökapten Alvar Hemming Dahlblom.